# Municipio de Independence (condado de Washington, Kansas)
El municipio de Independence (en inglés: Independence Township) es un municipio ubicado en el condado de Washington en el estado estadounidense de Kansas. En el año 2010 tenía una población de 132 habitantes y una densidad poblacional de 1,42 personas por km².

## Geografía
El municipio de Independence se encuentra ubicado en las coordenadas 39°57′24″N 96°51′38″O / 39.95667, -96.86056. Según la Oficina del Censo de los Estados Unidos, el municipio tiene una superficie total de 92.64 km², de la cual 92,21 km² corresponden a tierra firme y (0,46 %) 0,43 km² es agua.

## Demografía
Según el censo de 2010, había 132 personas residiendo en el municipio de Independence. La densidad de población era de 1,42 hab./km². De los 132 habitantes, el municipio de Independence estaba compuesto por el 99,24 % blancos, el 0,76 % eran asiáticos. Del total de la población el 0 % eran hispanos o latinos de cualquier raza.